# 光叶云南草蔻
光叶云南草蔻（学名：Alpinia blepharocalyx var. glabrior）为姜科山姜属下的一个变种。